# Aeroportul Talhar
Aeroportul Talhar (IATA: BDN, ICAO: OPTH) este un aeroport din Sindh, Pakistan.
aeroportul dispune de o singură pistă.